# Castel-Gesta
Le Château des Verrières ou Maison du Verrier, Castel-Gesta pour les Monuments historiques, est une « villa castellisée » édifiée par Louis-Victor Gesta, peintre-verrier, à la fin du XIXe siècle, dans ce qui était alors le faubourg Arnaud-Bernard à Toulouse (actuel quartier des Chalets). Vestige d'une ancienne manufacture de vitraux, parmi les plus importantes de France, à la fois lieu d'exposition et résidence, il est situé 22 avenue Honoré-Serres et rue Godolin. Il est classé monument historique depuis le 3 octobre 1991. Cependant, après une histoire particulièrement agitée, l'édifice, objet d'une vaste escroquerie, est longtemps resté dans une situation particulièrement alarmante. Il est depuis remarquablement restauré.

## Histoire

### La manufacture et le bâtiment d'exposition
En 1862, Louis-Victor Gesta fait construire de nouveaux ateliers pour sa manufacture de vitraux, un four surmonté d'une haute cheminée sur un terrain appartenant à son beau-père, M. Naves, au faubourg Arnaud Bernard.
Le long du boulevard, Gesta fait édifier un bâtiment d'exposition sur deux niveaux, de type médiéval, où il présente ses vitraux. Le reste de la parcelle est occupé par un grand parc.
Le succès des bâtiments et des vitraux est considérable, surtout auprès des ecclésiastiques. En témoigne la Chronique religieuse du 8 mars 1867, qui ne tarit pas d'éloges.
La manufacture de vitraux Gesta est une des plus importantes de France à la fin du XIXe siècle. Des milliers de vitraux Gesta sont produits au faubourg Arnaud Bernard, avant de partir décorer des églises partout en France et à l'étranger.
Un grand parc clos par une enceinte fortifiée entoure les bâtiments. Des sculptures médiévales authentiques y sont présentées.
Quelques années plus tard, dans le parc, Louis-Victor Gesta fait construire de nouveaux bâtiments, le château proprement dit. Deux salles d'exposition symétriques, l'une dite « la Chapelle » décorée de peintures murales réalisées par le peintre Joseph Angalières et surtout, au Sud la Salle des Illustres réalisée par son ami le peintre Bernard Bénézet qui célèbre les Toulousains que Gesta admire. À l'extrémité de ces deux salles s'élève le château (toiles marouflées du plafond et scènes murales).

### Le Château des Verrières après Gesta
Louis-Victor Gesta meurt le 6 septembre 1894, après avoir fait faillite, et ses héritiers ne parviennent pas à s'entendre. Le château est vendu et tous les biens mobiliers sont cédés.
En 1895, le maire de Toulouse, Honoré Serres, fait procéder à l'alignement de la rue du Faubourg-Arnaud-Bernard (qui va porter son nom plus tard), condamnant le pavillon d'entrée des Verrières.

### Propriété du négociant Bernard Bordes
Le château est d'abord la propriété de Bernard Bordes, un négociant toulousain, puis de sa veuve qui le fait visiter notamment à la Société des Toulousains de Toulouse. L'œuvre de Bénézet, véritable Salle des Illustres a un grand succès.

### Propriété des Sœurs de la Charité de Saint Vincent-de-Paul
À partir de 1937, le château devient la propriété des sœurs de la Charité de saint Vincent-de-Paul. Au début de la guerre, elles y hébergèrent des familles réfugiées du nord de la France. Par mesure de sécurité, des vitraux sont déposés (ils devaient l'être définitivement), tandis que des tranchées sont creusées dans le parc, pour abriter les riverains dans le cadre de la défense passive. Un centre d'apprentissage de la couture est créé pour les jeunes filles sans emploi. Pour des besoins d'éclairage, les peintures sont revêtues d'un badigeon.

### Lycée professionnel
Les sœurs vendent le château à l'État en 1956. Il devient le Lycée d'enseignement professionnel Hélène Boucher. À cette occasion, on lui adjoint des escaliers extérieurs et des rampes de fer.

### Propriété de la Ville de Toulouse
Le 7 mai 1987, le château est racheté par la Mairie de Toulouse qui y installer la classe d'orgue du Conservatoire supérieur national de musique, sous la direction de Xavier Darasse. Une partie du rez-de-chaussée est octroyée à l'association Les Arts renaissants.
Une école privée, l'European University, s'installe au premier étage. Le 26 juin 1989, la Maison du Verrier est inscrite à l'inventaire supplémentaire des monuments historiques, avant d'être classée en totalité Monument historique par l'État, le 3 octobre 1991.
À la mort de Xavier Darasse en 1992, la classe d'orgue quitte le château. L'école European University cherche en vain à le racheter. Restés inoccupés, les locaux sont victimes d'un incendie, dans la Salle des Illustres de Bénézet.
La Mairie de Toulouse autorise alors la police nationale à occuper le château, qui devient le lieu d'accueil pour les appelés du contingent effectuant leur service national dans la police.

### Propriété de la SMESO
La société mutualiste étudiante régionale (SMESO), mutuelle étudiante, rachète le château que la Ville trouvait « peu fonctionnel ». Elle fait procéder à une surélévation des locaux sur le boulevard, pour installer ses bureaux.

### Un nouveau propriétaire
En 2001, la SMESO vend les locaux à un promoteur qui souhaite le revendre. Une parcelle du parc est rachetée par la Mairie de Toulouse pour en faire un petit jardin public.
Bien que classé monument historique depuis 1991, le Castel Gesta est longtemps resté dans un état de délabrement alarmant.

#### Les Verrières au cœur d'une escroquerie sur le patrimoine historique
Durant quelques mois en 2001, le château est barricadé derrière des palissades et les riverains s'interrogent en vain sur son devenir.
Le quotidien Le Monde du 14 octobre 2009 révèle que la Maison des Verrières est depuis 2004 l'objet d'une vaste escroquerie au patrimoine historique et que le tribunal de grande instance de Libourne a ouvert une instruction depuis le 5 octobre.
Un architecte bordelais a proposé ce monument, comme de nombreux autres châteaux et demeures historiques, à des investisseurs. L'investissement est constitué d'une somme relativement faible pour le foncier (en mauvais état) et de montants plus importantes pour financer les travaux de réhabilitation (très importants) auxquels devait procéder le cabinet d'architecte. Le monument devait en effet être transformé en logements de standing et le placement bénéficiait de la déduction fiscale au titre de la législation sur les monuments historiques.
Or les travaux n'ont jamais eu lieu, faute notamment d'autorisation, et l'argent a disparu. Sont donc lésés non seulement les investisseurs privés, mais aussi l'État. Et le château des Verrières, aux dires d'Olivier Poisson, inspecteur général des Monuments historiques « a subi des dommages irréparables ».

### Restauration du bâtiment
Depuis 2014, l'édifice fait l'objet d'une campagne de restauration qui doit, dans un premier temps, permettre de rénover extérieurement le bâtiment et lui rendre son lustre d'antan. Les propriétaires prévoient ensuite un réaménagement intérieur et la réalisation d'un projet immobilier.

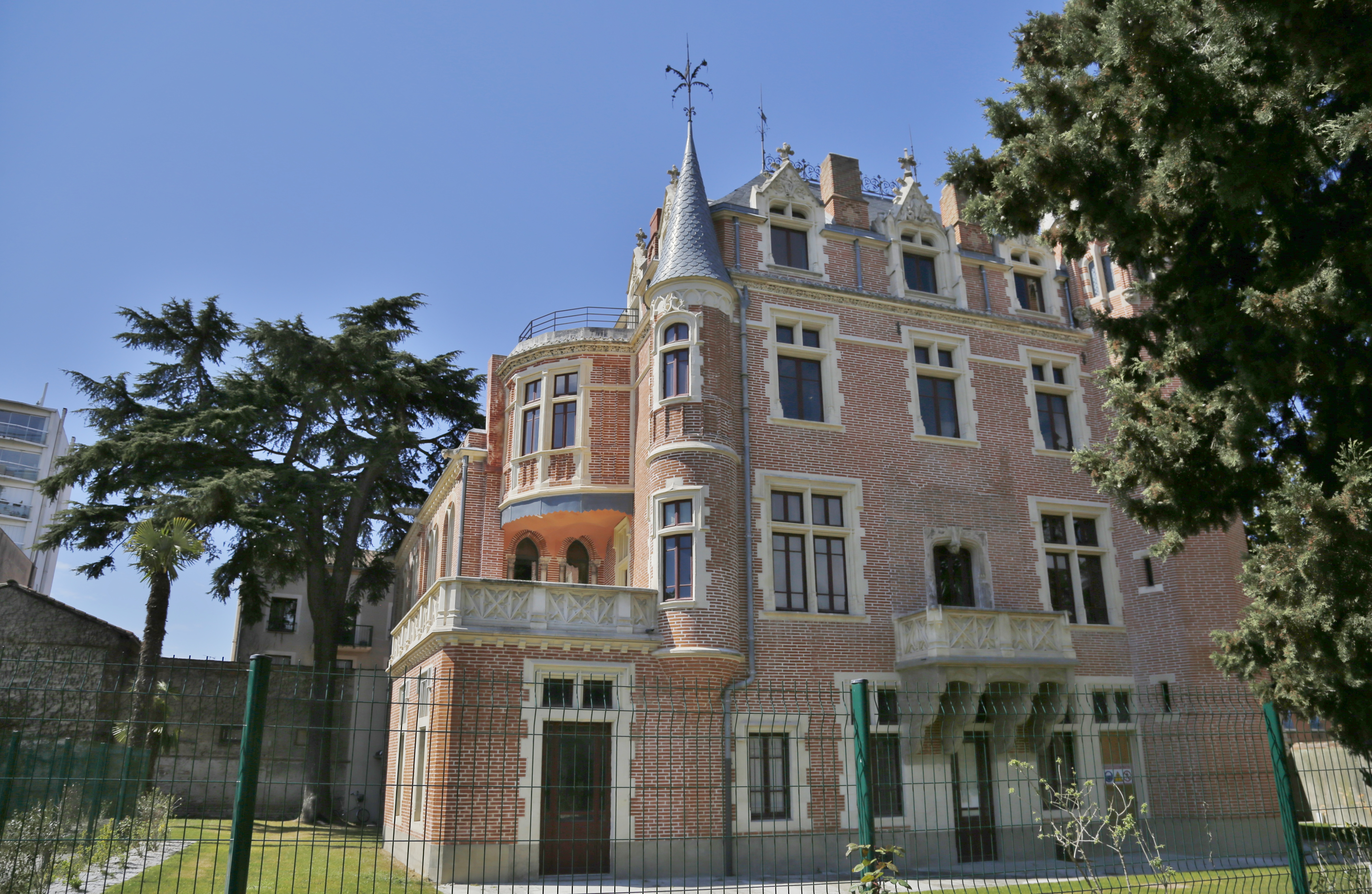
Le castel Gesta restauré
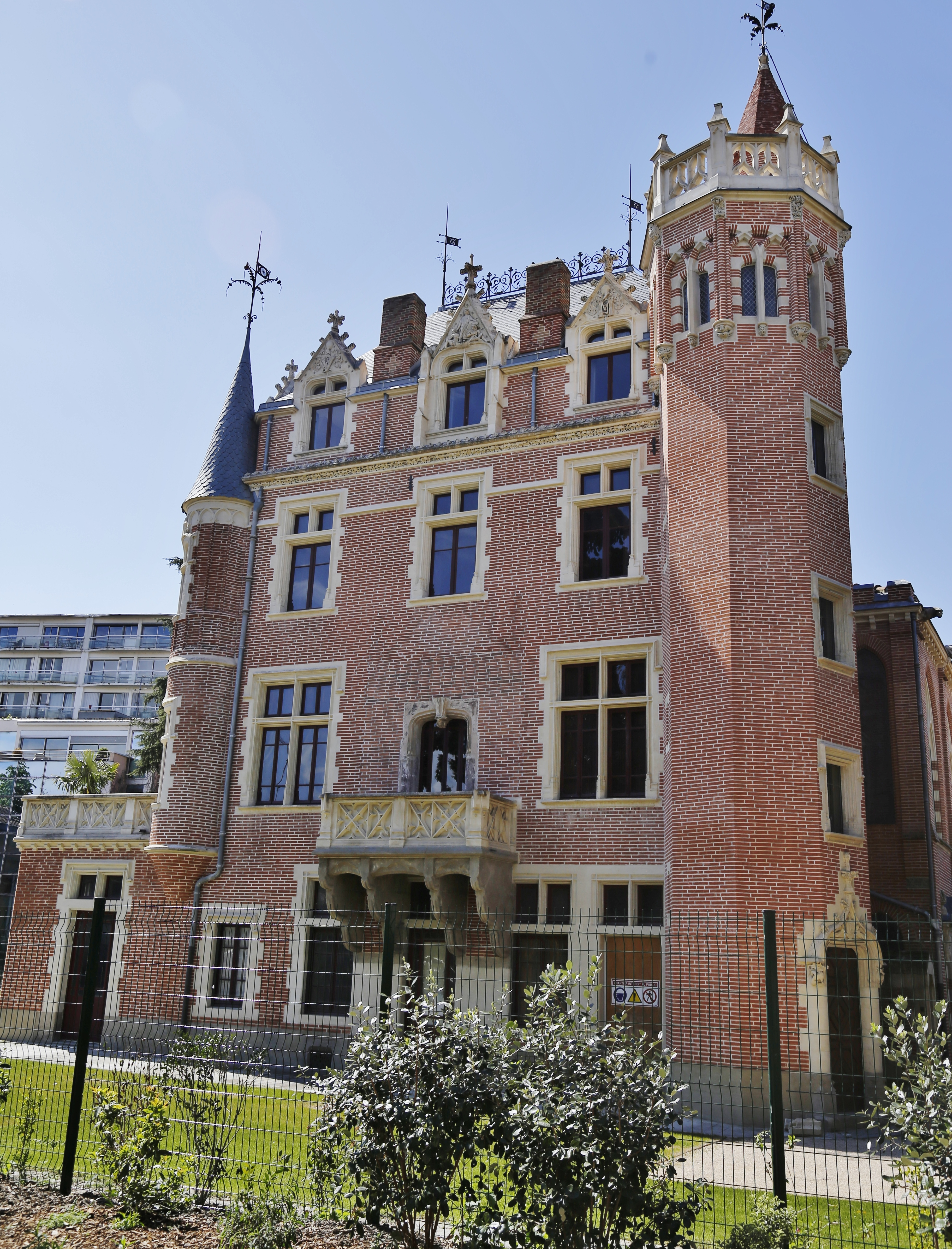
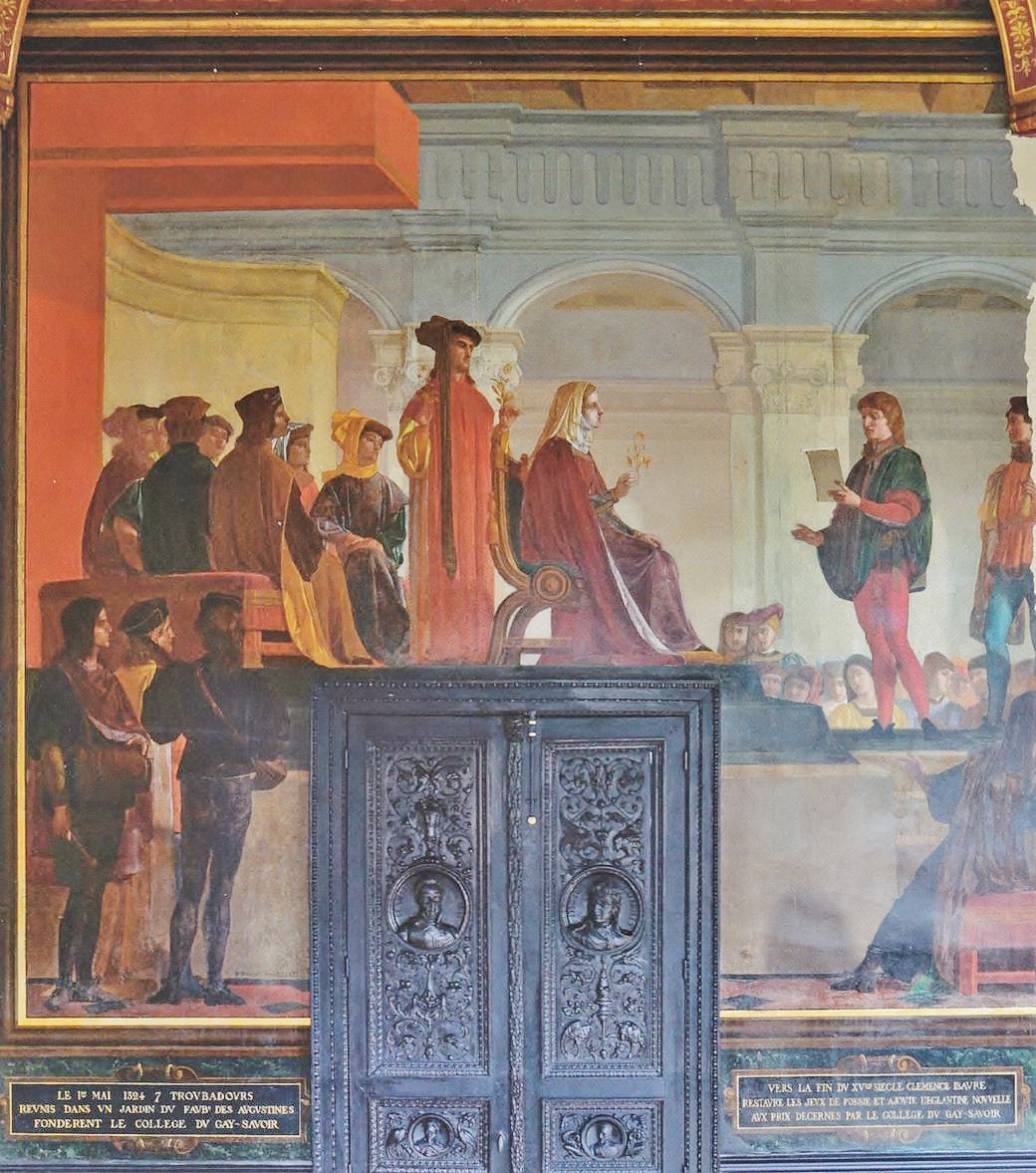
L'Académie des Jeux floraux au XVe siècle, peinture de Bénézet dans la Salle des Illustres du château

## Description
De type néo-gothique, le château s'élève sur quatre niveaux ; il est doté de trois tourelles, dont deux en encorbellements et une tour d'escalier hexagonale ; fenêtres en ogives, balcon à baldaquin, tourelle en poivrière, gargouilles sur la façade sud… complètent le tableau médiéval. Des éléments de décor des XVe et XVIe siècles ont été remployés (sur la retombée des voûtes de la tourelle nord-est, dans les gargouilles saillantes, et dans le fronton couronnant la porte nord.